# Fumagillin
A fumagillin (INN) piszkosfehér szilárd anyag. Az állatorvoslásban már az 50-es évek óta használt szer iránt az időben felújult az érdeklődés az emberi alkalmazhatóság miatt.
Igen hatásos szer a vérhast okozó Entamoeba histolytica nevű protozoon (állati egysejtű) ellen. In vitro malária elleni tulajdonságokat mutat, melynek vizsgálata még folyamatban van.
Az angiogenezis hatékony gátlója, mely az emberi 2-es típusú metionin-aminopeptidáz irreverzibilis gátlásával hat. (Angiogenezis elleni szereket általában rák és bizonyos (pl. ízületi) gyulladások ellen alkalmaznak.)
Az AIDS-betegek életét veszélyeztető súlyos microsporidiosis jelenleg ismert egyetlen gyógyszere.
A méhek nosema-kórja és a halak vesephaerosporosisa elleni szer.
Az Aspergillus fumigatus nevű gombából állítják elő.

## Méhek
A fumagillin az egyik legfontosabb méhegészségügyi probléma, a gyomorvész, más néven nosema-kór elleni szer. Az eredetileg antibiotikumként kifejlesztett fumagillint először Katznelson és Jamieson alkalmazta nosema-kór ellen 1952-ben.
A betegség okozója két egysejtű inracelluláris gomba: Európában a Nosema apis, Ázsiában a Nosema ceranae; utóbbi már Európában is feltűnt. Kísérletek során a parazita spóráival más rovart nem sikerült megfertőzni. A kórokozó a méhek középbelének hámsejtjeiben élősködik.
A fertőzött méhek klinikai tüneteket alig mutatnak, a potrohuk duzzad meg. Ürüléknyomok mutatkoznak kaptárszerte, valamint a röpdeszkán. Az erősen fertőzött méhek élettartama olykor felére csökken, ami tavasszal a család lassú fejlődését, nyáron elnéptelenedését idézheti elő. A garatmirigy működése is sérülhet, amelynek következtében a peték 15%-ából nem fejlődik életképes álca. A parazita legyengíti a méhek immunrendszerét, így azok más (pl. vírus-)fertőzésnek is ki vannak téve.
Élelmiszertermelő állatok számára antibiotikum adása évek óta tiltott az EU-ban, és így a fumagillin használata „sem javasolt”.

## Halak
Kano és Fukui tudósított először a fumagillin sikeres alkalmazásáról a japán angolna (Anguilla japonica) ún. BEKO-betegsége ellen, 1982-ben. A betegséget a Pleistophora anguillarim nevű mikrosporidium okozza.
A myxosporeák okozta halbetegségek közül az egyik legjelentősebb az úszóhólyag-gyulladás és az ennek következtében kialakuló vesephaerosporosis. A betegséget a C- és K-protozoon okozza. Előbbi a halak vérében, utóbbi az úszóhólyag falában élősködik.
A vizsgálatok szerint a fumigillin igen hatásos gyógyszer Sphaerosphora renicola ellen.

## Készítmények[12]
Eredeti formájában:
- Flisint
- Noceema-Fix

Diciklohexaminsó formájában:
- Fumagilin-B
- Fumidil-B
- Nosem-X

Magyarországon nincs forgalomban fumagillin-tartalmú készítmény.